# 辛華達河

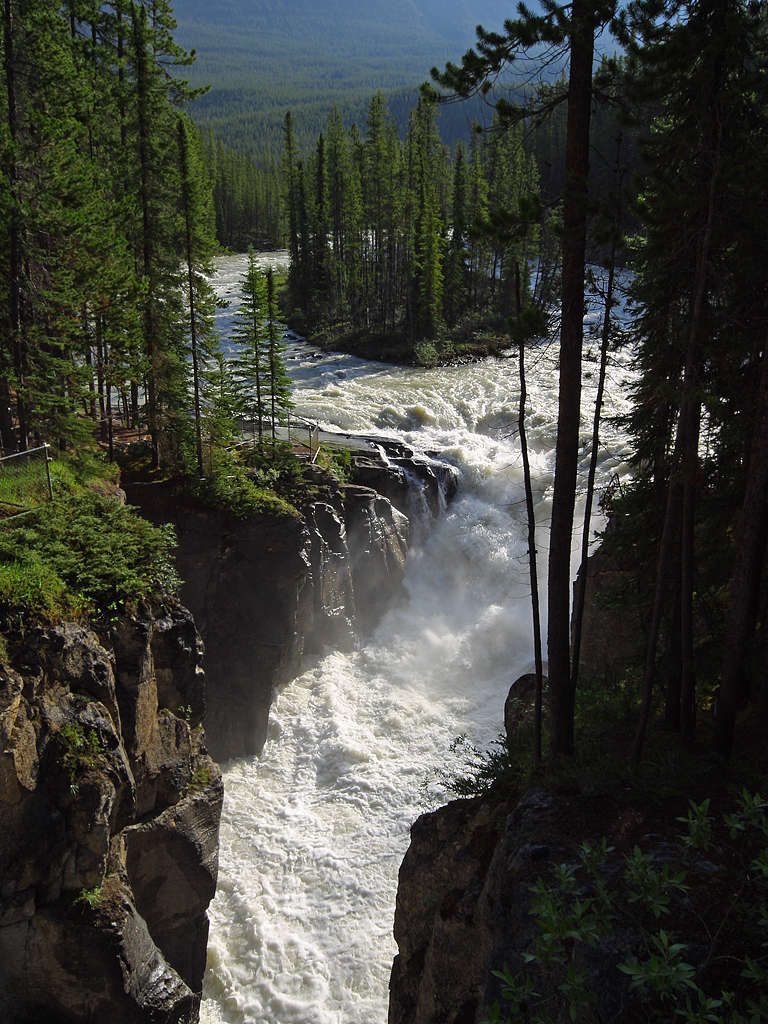
辛华达瀑布

辛華達河（英語：Sunwapta River）是阿塔巴斯卡河一条主要的支流。位置在加拿大艾伯塔省的贾斯珀国家公园。

## 流经区域
辛華達河的源头在哥伦比亚冰原附近，是从辛華達湖流出的一条流量和小的河，位于阿塔巴斯卡冰河的尖端。这条河逐渐消失在班夫国家公园和外界的分界线上，然后转向东南贴着位于哥伦比亚冰原的平原公园大道。最终并入阿塔巴斯卡河，距离辛華達瀑布3公里。
辛華達（Sunwapta）是一个印第安语单词，意思是「狂暴的河」或者「正在放射的波浪」。

## 支流
- Poboktan溪
- Jonas溪
- Grizzly溪
- Diadem溪
- Beauty溪
- Tangle溪